# Prietrž
Prietrž je naseljeno mjesto u okrugu Senica u Trnavskom kraju u Slovačkoj.

## Stanovništvo
| Godina:     | 1993. | 2003.   | 2013. | 2023.   |
| ----------- | ----- | ------- | ----- | ------- |
| Broj ljudi: | 805   | 726     | 726   | 733     |
| Razlika:    |       | -9,81 % | +0 %  | +0,96 % |

| Godina:     | 2022. | 2023.   |
| ----------- | ----- | ------- |
| Broj ljudi: | 735   | 733     |
| Razlika:    |       | -0,27 % |

Prema podacima o broju stanovnika iz 2023. godine naselje je imalo 733 stanovnika.

## Vanjske poveznice
|  | Zajednički poslužitelj ima još gradiva o temi Prietrž |

- Službena stranica naselja (sl.)